# ハニーとダーリン
『ハニーとダーリン』は、1998年4月25日から同年12月19日まで東海テレビで放送されたバラエティ番組。放送時間は毎週土曜 25:20 - 25:50 (JST) 。

## 概要
前身番組の『ゴッターニ!』や『フィル・ソ・ファ』と同様に、海砂利水魚（現・くりぃむしちゅー）の上田晋也と有田哲平がメインを務めた深夜番組である。ただし、内容は前身番組群とは大きく異なり、一般参加者たちが参加する合同コンパを上田たちが取り仕切るという主旨で行われていた。
番組は毎回合コンの中でいくつかのバラエティ企画を実施し、それを通じて相性の良い異性同士のカップルを成立させていった。そして、上田たちが参加者各々に感想を尋ねていき、返ってきた感想に対しツッコミを入れていくというのがこの番組の基本的な流れだった。カップルが不成立に終わった場合、女性参加者に限りその翌週の回にも参加できるというルールを適用していた。
しかし、番組は1年も持たずに終了。海砂利水魚の2人を起用した東海テレビ製作の深夜番組シリーズは、この番組の最終回をもって幕を閉じた。ただし、上田たち自身はその後も同じく東海テレビ製作の『クイズで公認!恋のおやジルシ』に出演している。

## 出演者
- 上田晋也（海砂利水魚）
- 有田哲平（海砂利水魚）